# Pomeraniani

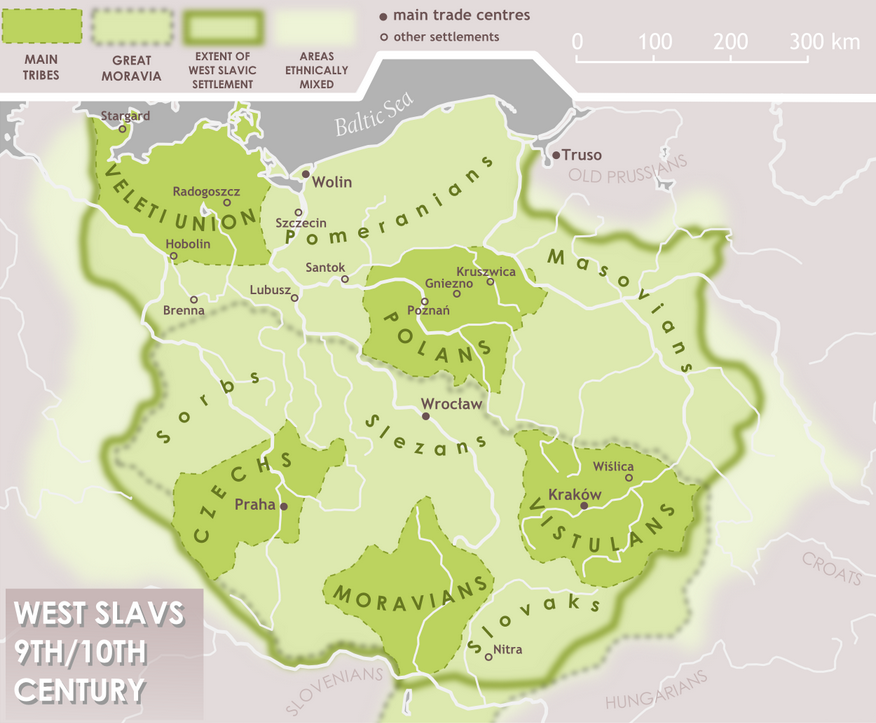
Gruppi etnici slavi occidentali, IX-X secolo

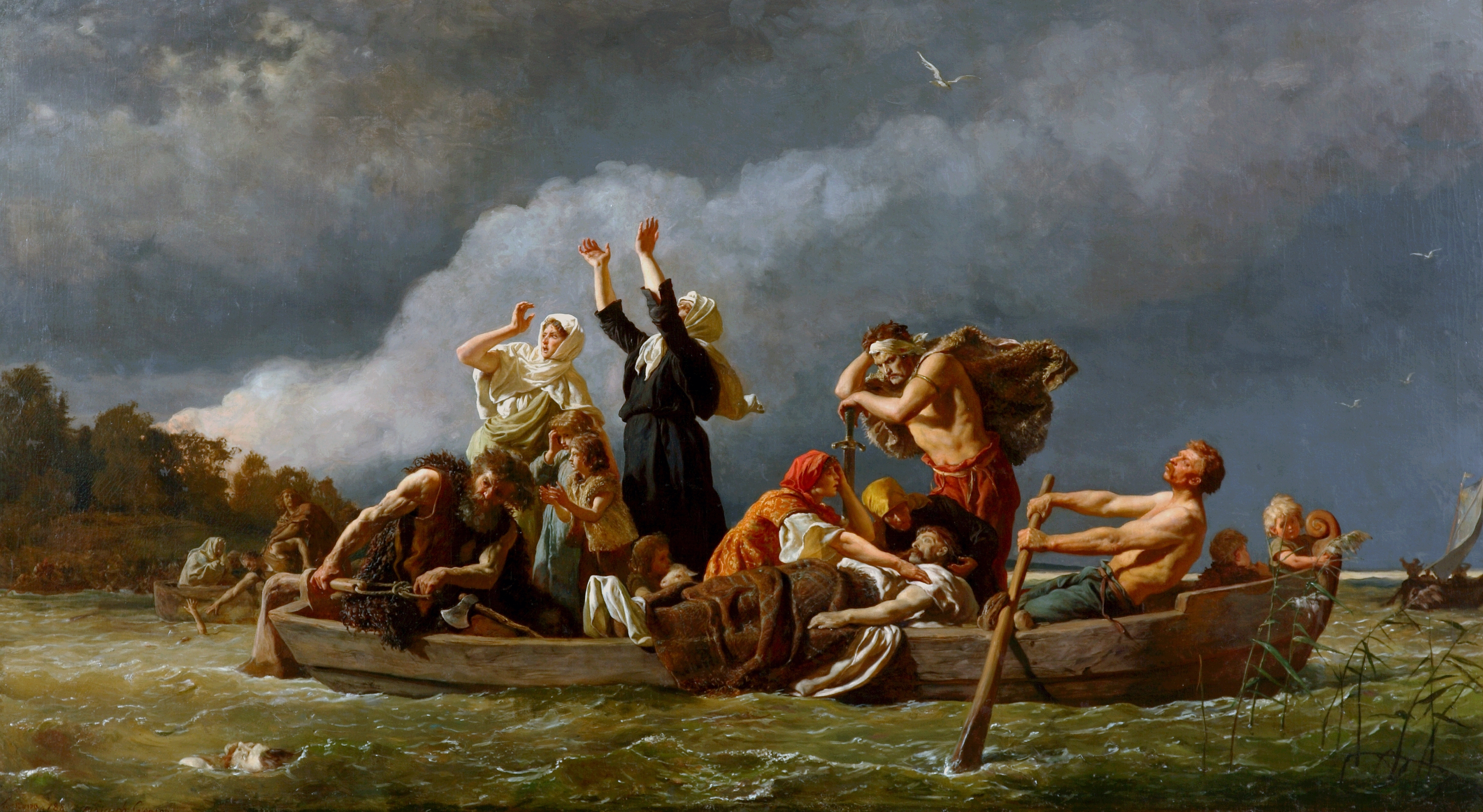
Senza terra. I Pomerania cacciati dai tedeschi nelle isole baltiche di Wojciech Gerson, 1888, Museo nazionale di Stettino

Stemma del Casato di Greifen

I Pomeraniani (in tedesco Pomoranen; in casciubo Pòmòrzónie; in polacco Pomorzanie), menzionati per la prima volta come tali nel X secolo, erano una tribù slava occidentale, che dal V al VI secolo si era stabilita sulle rive del Mar Baltico tra le foci dei fiumi Oder e Vistola (quest'ultima Pomerania Orientale e Pomerelia). Parlavano la lingua pomeraniana che apparteneva alle lingue lechitiche, un ramo della famiglia linguistica slava occidentale.
Il nome Pomerania ha origine dall'antico polacco po more , che significa "Terra sul mare".

## Storia

### Preistoria
Dopo l'uscita dei cacciatori di Amburgo, la zona fu abitata successivamente dai Celti e dalla cultura di Wielbark (tribù germaniche simili ai Goti e ai Rugi). Gruppi di Slavi popolarono la zona a seguito della migrazione slava. Le tribù della Pomerania si formarono intorno al VI secolo. C'era anche una cultura pomeranica, che fu sostituita dalla cultura di Jastorf.
A partire dal VI secolo circa, le tribù slave occidentali migrarono attraverso i fiumi Vistola e Oder nei Paesi Baltici meridionali, dove prosperarono insediamenti considerevoli di Vichinghi e Danesi e grandi centri commerciali, come Jomsburg alla foce dell'Oder e Danzica alla foce della Vistola e forse centri di insediamento baltici tra la Parsęta e la Vistola.  Secondo la Cronaca di Nestore del XII secolo, i Pomerania, così come i Polacchi, i Masoviani e i Lusitani, provenivano dalla tribù dei Lechiti.

### Dal X al XII secolo
Nel 967, il duca Mieszko I, dopo una battaglia decisiva contro i Woliniani, guidati da Wichmann il Giovane, ottenne il pieno controllo sulle terre tra la Vistola e la foce dell'Oder. Il primo uso documentato noto del termine Pomorie risale al 997 in riferimento al duca di Pomorie.
I duchi Piast di Polonia iniziarono a incorporare i Pomeraniani nel loro regno e inizialmente ci riuscirono. Nel 1005, il duca polacco Boleslao I il Coraggioso perde il controllo sull'area. Negli Annales Altahenses, uno Zemuzil Bomerianorum è menzionato come il primo duca conosciuto per nome nel 1064.
Durante il XII secolo, i pagani Pomeraniani affrontarono continue incursioni da parte dei loro vicini cristiani in espansione di Danimarca, Polonia e duchi sassoni del Sacro Romano Impero. Nel 1121, furono infine sottomessi dal duca polacco Bolesław III Wrymouth, che fondò una diocesi con sede a Kołobrzeg, dove Reinbern divenne il primo vescovo. La Pomerania fu cristianizzata con l'aiuto del missionario tedesco Otto di Bamberga.
Nello stesso periodo il principe pomeraniano Wartislaw I conquistò le ex terre dei Lutici a ovest dell'Oder. Dopo che i suoi successori della Casa di Greifen furono sconfitti dai Sassoni nella Battaglia di Verchen del 1164, accettarono la sovranità del duca Enrico il Leone. Le terre della Pomerania furono infine divise, con le parti occidentali che entrarono nel Sacro Romano Impero come Ducato di Pomerania nel 1181, e la parte orientale composta dalla Pomerelia sotto i Samboridi che cadde sotto l'influenza della Polonia e, dal 1309 in poi, dell'Ordine Teutonico.
L'afflusso di coloni dal Sacro Romano Impero durante l'Ostsiedlung causò la germanizzazione della Pomerania, poiché molti nativi della Pomerania furono lentamente e gradualmente assimilati e interruppero l'uso della loro lingua e cultura slava.
I discendenti diretti dei Pomeraniani includono:
- Casciubi, che parlano la lingua casciuba[3]
- Sloveni
- Kociewiacy
- Borowiakismo
- Pomerania occidentale, che parlano basso tedesco o tedesco standard
- Pomerania orientale, espulsi dalla Pomerania nel 1945, si sono stabiliti in varie parti della Germania e ora parlano dialetti locali o tedesco standard .